# Кеттерінг (Меріленд)
Кеттерінг (англ. Kettering) — переписна місцевість (CDP) в США, в окрузі Графство принца Георга штату Меріленд. Населення — 14 424 особи (2020).

## Географія
Кеттерінг розташований за координатами 38°53′23″ пн. ш. 76°47′25″ зх. д. / 38.88972° пн. ш. 76.79028° зх. д. (38.889656, -76.790302).  За даними Бюро перепису населення США в 2010 році переписна місцевість мала площу 14,30 км², з яких 14,23 км² — суходіл та 0,06 км² — водойми.

## Демографія
Згідно з переписом 2010 року, у переписній місцевості мешкало 12 790 осіб у 4918 домогосподарствах у складі 3326 родин. Густота населення становила 895 осіб/км².  Було 5126 помешкань (359/км²).
Расовий склад населення:
| - 92,1 % — чорних або афроамериканців - 3,2 % — білих - 1,9 % — азіатів - 0,1 % — корінних американців |

До двох чи більше рас належало 1,9 %. Частка іспаномовних становила 1,9 % від усіх жителів.
За віковим діапазоном населення розподілялося таким чином: 21,7 % — особи молодші 18 років, 63,1 % — особи у віці 18—64 років, 15,2 % — особи у віці 65 років та старші. Медіана віку мешканця становила 42,3 року. На 100 осіб жіночої статі у переписній місцевості припадало 77,9 чоловіків;  на 100 жінок у віці від 18 років та старших — 71,8 чоловіків також старших 18 років.
Середній дохід на одне домашнє господарство  становив 100 646 доларів США (медіана — 89 121), а середній дохід на одну сім'ю — 117 500 доларів (медіана — 100 016). Медіана доходів становила 52 639 доларів для чоловіків та 64 266 доларів для жінок. За межею бідності перебувало 3,8 % осіб, у тому числі 4,8 % дітей у віці до 18 років та 2,1 % осіб у віці 65 років та старших.
Цивільне працевлаштоване населення становило 6729 осіб. Основні галузі зайнятості: освіта, охорона здоров'я та соціальна допомога — 29,9 %, публічна адміністрація — 20,2 %, науковці, спеціалісти, менеджери — 11,7 %, транспорт — 7,1 %.